# Leong Yoon Pin
Leong Yoon Pin (Singapur, 5 de agosto de 1931 - Singapur, 13 de abril de 2011) fue un compositor, director de orquesta y profesor de música singapurense. à Singapour.

## Biografía
Leong Yoon Pin comienza clases de voliñín con su tío a los 17 años. Dies años más tarde, comienza a tocar piano y, a partir de 1951, comienza su educiación musical. En 1952, canta en diez corales y en 1954, pudo estudiar, gracias a una beca de la Sociedad de Música de Singapur, el fagot con Fred Krempl y piano con Noreen Strokes.
A partir de 1955, estudia tres años en la Guildhall School of Music de Londres. En 1958, da clases en el Teacher's Training College de Singapur y es fundador de la Metro Philharmonic Society. En 1967, está estudiando un año más, con Nadia Boulanger en París. Luego se convirtió en director de orquesta de la Orquesta Nacional de Singapour. En 1971, el Institut d'Education de Singapour le nombra jefe del departamento de música. A partir de 1975, estudia en la Universidad de Newcastle upon Tyne. 
Luego estudió pedagogía musical. En 1982, se convirtió en presidente del Círculo de Compositores de Singapur y también recibió la Medalla Cultural de Singapur. Luego se desempeñó como asesor artístico del Consejo Nacional de Artes y asesor artístico de la Universidad Tecnológica de Nanyang, la Academia de Bellas Artes de Nanyang y la Escuela de Práctica de Artes Escénicas. Es el primer compositor residente de la Orquesta Sinfónica de Singapur.
Tuvo muchos alumnos, incluido el compositor singapurense Tan Chan Boon.

## Obra musical
- Piano Concerto, 2007.
- Choral Symphony.
- Concerto for Harmonica:
  - Larghetto;
  - Largo Tranquillo;
  - Vivace.
- Jubilation.
- Greeting Card: Feasting in the Woods.
- Symphonie numéro 1.
- Symphonie numéro 2.
- Giocoso Largamente from Second Symphony, 1979.
- Bunga Mawar ("The Rose"), ópera en 2 actos, libreto de Edwin Thumboo, 1997.
- Frogs in the Rain, 2004.
- Sunset, 2005.
- Dragon Dance.
- Happy Clouds.
- Huai Hua (When Will The Flower Blossom).
- New daughter.
- Nightmare, texto de Angeline Yap.
- San ge mei er San.